# 格林希爾公司

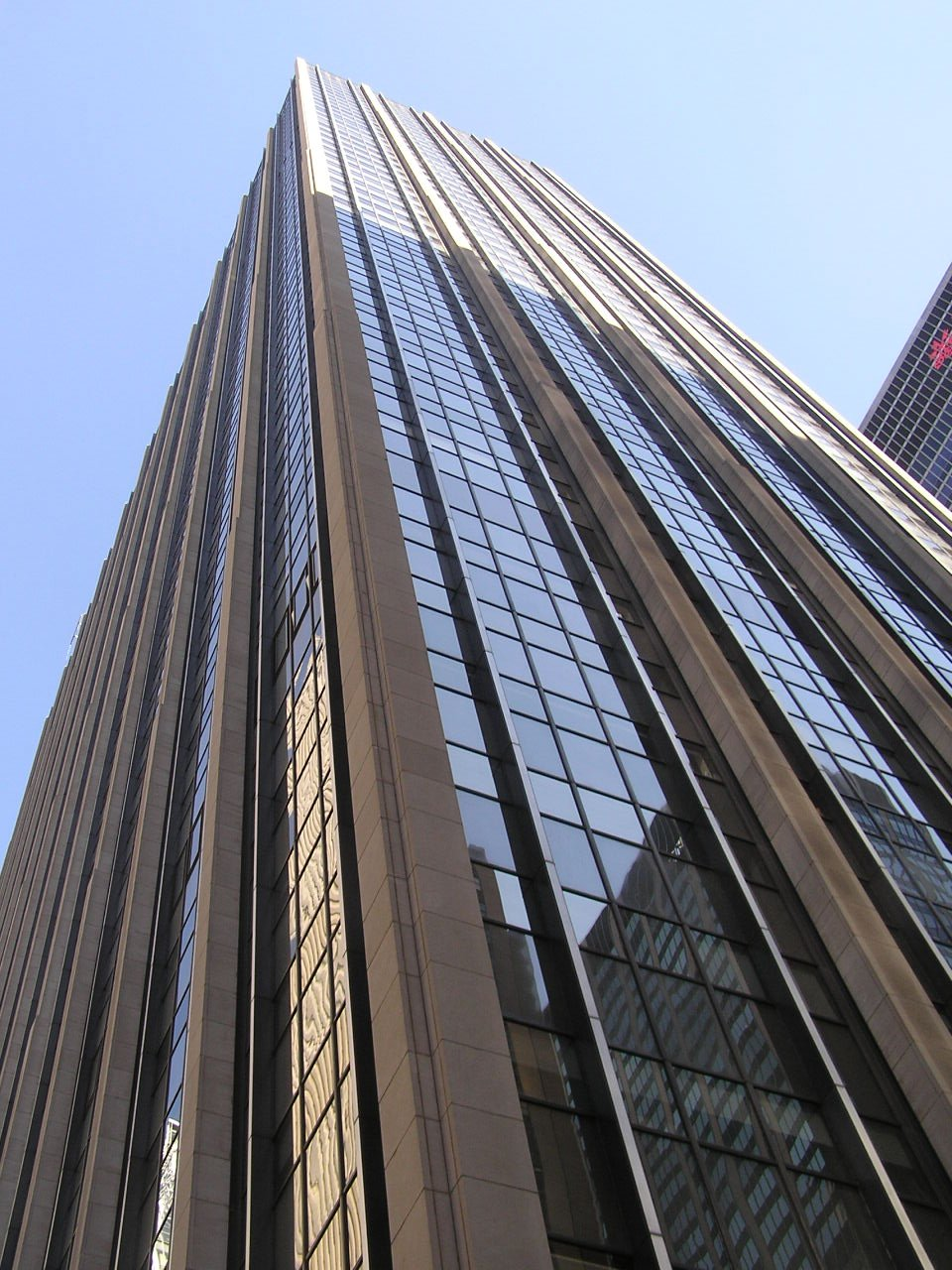
總部

格林希爾公司（Greenhill & Co., Inc.）是美國的一家投資銀行，設立於1996年，創業者是前摩根士丹利總裁羅伯特·F·格林希爾（Robert F. Greenhill），總部位於紐約市。2023年5月，日本瑞穗金融集團以3.5億美元的價格併購格林希爾公司。

## 外部連結
- 官方网站
- Greenhill & Co.的商業數據：  - Google
  - Reuters
  - SEC filings
  - Yahoo!